# Dessinateur
Dessinateur va ser una sèrie de quatre curtmetratges francesos del 1896 dirigits per Georges Méliès i estrenats per la seva Star Film Company. Cada pel·lícula mostrava un artista —molt probablement el mateix Méliès— dibuixant una caricatura d'una figura política notable en menys d'un minut.
Tres pel·lícules similars també es van fer més o menys al mateix temps, l'agost de 1896, pel cineasta angloamericà J. Stuart Blackton, com una sèrie anomenada Blackton Sketches; Blackton més tard faria una altra pel·lícula en la mateixa línia, The Enchanted Drawing (1900). Méliès va tornar a dibuixar al cinema al seu curt de 1903 Le Roi du maquillage, en el qual el procés de dibuixar cares còmiques en una pissarra era filmada a intervals de manera que semblava que es produïa amb gran velocitat. Sobreviuen a la col·lecció nombroses caricatures polítiques de Méliès, presumiblement similars a les fetes a les pel·lícules Dessinateur, sobreviuen a la col·lecció del Centre national du cinéma.
Les quatre pel·lícules de la sèrie A Lightning Sketch actualment es presumeixen perduda.

## Resum
La taula següent proporciona el número assignat a cada pel·lícula als catàlegs de Star Film Company; els títols originals en anglès i francès; i el tema del dibuix fet a cada pel·lícula.
| #  | Títol anglès                             | Títol francès                   | Subjecte           |
| -- | ---------------------------------------- | ------------------------------- | ------------------ |
| 37 | A Lightning Sketch (Mr. Thiers)          | Dessinateur express (M. Thiers) | Adolphe Thiers     |
| 57 | A Lightning Sketch (Chamberlain)         | Dessinateur (Chamberlain)       | Joseph Chamberlain |
| 61 | A Lightning Sketch (H.M. Queen Victoria) | Dessinateur (Reine Victoria)    | Reina Victòria     |
| 73 | A Lightning Sketch (Von Bismarck)        | Dessinateur (Von Bismarck)      | Otto von Bismarck  |